# Robert Grondelaers
Robert Grondelaers (né le 28 février 1933 à Opglabbeek et mort le 22 août 1989 dans la même ville) est un coureur cycliste belge. Lors des Jeux olympiques de 1952 à Helsinki, il a obtenu la médaille d'argent de la course en ligne, remportée par un autre Belge, André Noyelle. Ces résultats, auxquels s'ajoute la quatrième place de Lucien Victor, ont permis à l'équipe belge de remporter la médaille d'or de la course par équipes.

## Palmarès
- 1951
  - Tour de la province de Namur
- 1952
  -  Champion olympique de la course sur route par équipes (avec André Noyelle et Lucien Victor)
  -  Médaillé d'argent de la course sur route individuelle
- 1953
  - 12e étape du Tour de Grande-Bretagne